# Jitte
Jitte ou jutte (em japonês:  十手) é uma arma usada para a pratica da arte marcial japonesa jittejutsu. A palavra jutte é formada pelos kanji, ju (dez) e te (mão), ou seja, significa «dez mãos». Este nome faz referência à força criada pela alavanca, capaz de desarmar ou quebrar as espadas.
Foi muito utilizada por policiais do Japão antigo, posto ser uma arma versátil, que podia acertar o pescoço e a cabeça ao mesmo tempo, mas seu uso primário era de ser uma espada defensiva que possibilitava desarmar sem matar.
Existem várias histórias sobre mestres do jittejutsu que quebraram katanas ou desarmaram seus oponentes facilmente com a jitte.
Hoje em dia ainda existem diversos estilos de Jittejutsu. Entre eles podemos destacar o Ikkaku ryu, que é ensinado em conjunto com o Shindo Muso Ryu Jojutsu.
O jitte era uma arma utilizada tanto pelos oficiais do governo de classe mais baixa, que não eram autorizados a utilizar a espada, quanto por samurais de categorias superiores. A cor do encordoamento do cabo podia designar o nível hierárquico de seu dono.

## Variantes

### Kusarijitte
Kusarijitte (鎖十手) apensada a uma correia.

### Mukujitte
Mukujitte (無空十手, Mukũjitte)

### Sai
Na ilha de Okinawa, existe uma variação da arma que foi feita com base em instrumentos agrícolas, chamada sai.

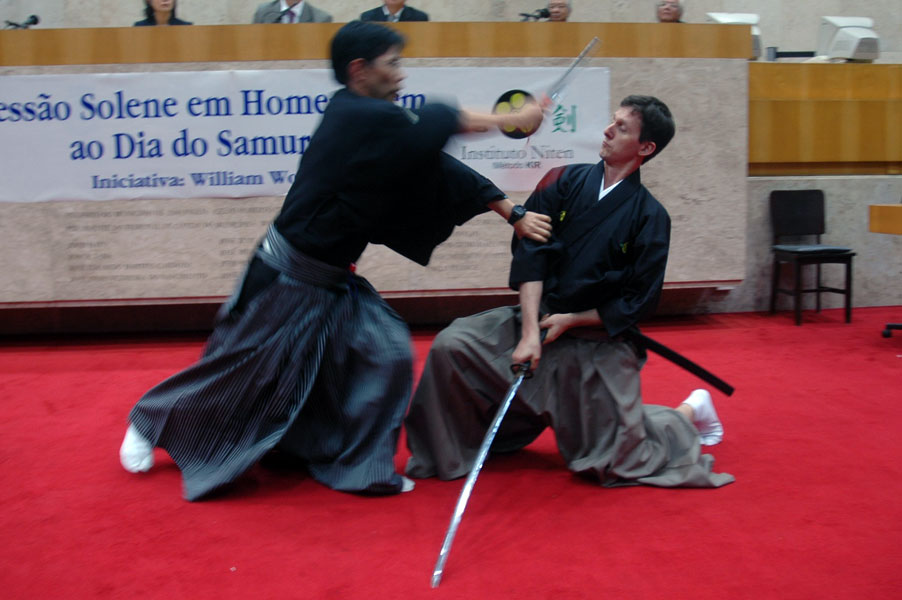
Demonstração de Jitte no Dia do Samurai de 2006, em São Paulo, Brasil

## Características
- Bastão de metal de aproximadamente 45 cm[2]
- Um cabo de metal com encordoamento
- Haste achatada projetada logo após o cabo, usada para prender espadas